# Jana Kulhavá
Jana Kulhavá-Vapeniková, née le 10 juillet 1964 à Ústí nad Labem, est une biathlète tchèque, ayant aussi concouru sous les couleurs de la Tchécoslovaquie avant la séparation des républiques tchèque et slovaque.

## Carrière
Elle commence sa carrière sous les couleurs tchécoslovaques aux Championnats du monde 1986.
Elle est médaillée de bronze par équipes aux Championnats du monde de biathlon 1992 et médaillée d'or en relais aux Championnats du monde de biathlon 1993.
Elle participe également aux Jeux olympiques d'hiver de 1992 et aux Jeux olympiques d'hiver de 1994.

## Palmarès

### Jeux olympiques
| Nat.            | Édition \ Épreuve   | Individuel | Sprint | Relais |
| --------------- | ------------------- | ---------- | ------ | ------ |
| Tchécoslovaquie | JO 1992 Albertville | 43e        | -      | 8e     |
| Tchéquie        | JO 1994 Lillehammer | -          | -      | 7e     |

### Coupe du monde
- 5 podiums en relais, dont 1 victoire.
- Meilleur résultat individuel : 7e.